# Мимнерм
Мимне́рм (др.-греч. Μίμνερμος) из Колофона — греческий поэт, писавший в жанре элегии. Его расцвет пришёлся на 630—600 гг до н. э.

## Жизнь и творчество

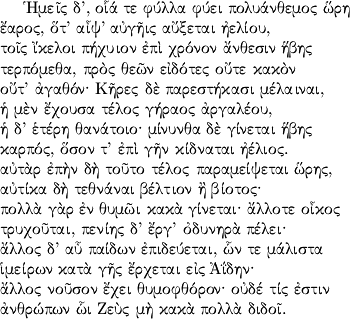
Фрагмент «Элегии» Мимнерма

Мимнерм жил в беспокойное время, когда ионийские города Малой Азии боролись против возрастающей силы лидийских царей. В нескольких сохранившихся до наших дней фрагментах его стихов (из эпической поэмы «Смирнеида», написанной также дистихами) описывается эта борьба. Поэт противопоставляет современную изнеженность его соотечественников храбрости жителей городов Смирна и Колофон, которые некогда победили лидийского правителя Гигеса.
Особенно известны его элегии, адресованные флейтистке Нанно; они собраны в две книги, названные её именем. Мимнерм был первым, кто использовал элегический дистих для любовной поэзии.
Также Мимнерму принадлежит не сохранившаяся до наших дней поэма о походе аргонавтов.